# 製氧機
製氧機又叫氧气浓缩器，是一種設備，當氣體（通常是环境當中的空气）放入該機器時，製氧機可以选择性地去除氮气来浓缩氣體當中的氧气，從而生成富含氧氣的氣體。家用医用制氧机於20世纪70年代初发明。